# Stenocrates dubius
Stenocrates dubius är en skalbaggsart som beskrevs av S. Endrödi 1966. Stenocrates dubius ingår i släktet Stenocrates och familjen Dynastidae. Inga underarter finns listade i Catalogue of Life.